# Архиепархия Маланже
Архиепархия Маланже (лат. Archidioecesis Malaniensis) — архиепархия Римско-Католической церкви с центром в городе Маланже, Ангола. В митрополию Маланже входят епархии Ндалатандо, Уиже. Кафедральным собором архиепархии Маланже является церковь Пресвятой Девы Марии.

## История
25 ноября 1967 года Римский папа Пий XII издал буллу «Inter sollicitudines», которой учредил епархию Маланже, выделив её из архиепархии Луанды и епархии Сильва-Порту (сегодня — Епархия Куито-Бие). В этот же день епархия Маланже в митрополию Луанды.
10 августа 1975 года епархия Маланже передала часть своей территории для возведения епархии Генрик-де-Кавальо (сегодня — Архиепархия Сауримо).
12 апреля 2011 года Римский папа Бенедикт XVI издал буллу «Cum in Angolia», которой возвёл епархию Маланже в ранг архиепархии.

## Ординарии епархии
- епископ Manuel Nunes Gabriel (5.12.1957 — 13.02.1962);
- епископ Pompeu de Sá Leão y Seabra (20.12.1962 — 7.04.1973);
- епископ Eduardo André Muaca (25.09.1973 — 10.08.1975);
- епископ Алешандри ду Нашсименту (10.08.1975 — 3.02.1977) — назначен архиепископом Лубанго;
- епископ Eugénio Salessu (3.02.1977 — 27.08.1998);
- архиепископ Luis María Pérez de Onraita Aguirre (27.08.1998 — 19.05.2012);
- архиепископ Бенедиту Роберту C.S.Sp.[1] (19.05.2012 — 8.11.2020);
- архиепископ Лузизила Киала (с 29 сентября 2021 года).

## Источник
- Annuario Pontificio, Libreria Editrice Vaticana, Città del Vaticano, 2010, ISBN 88-209-7422-3
- Булла Inter sollicitudines Архивировано 9 августа 2012 года., AAS 50 (1958), стр. 300  (лат.)
- Булла Cum in Angolia Архивная копия от 19 июля 2013 на Wayback Machine  (лат.)